# Lazzaro Uzielli

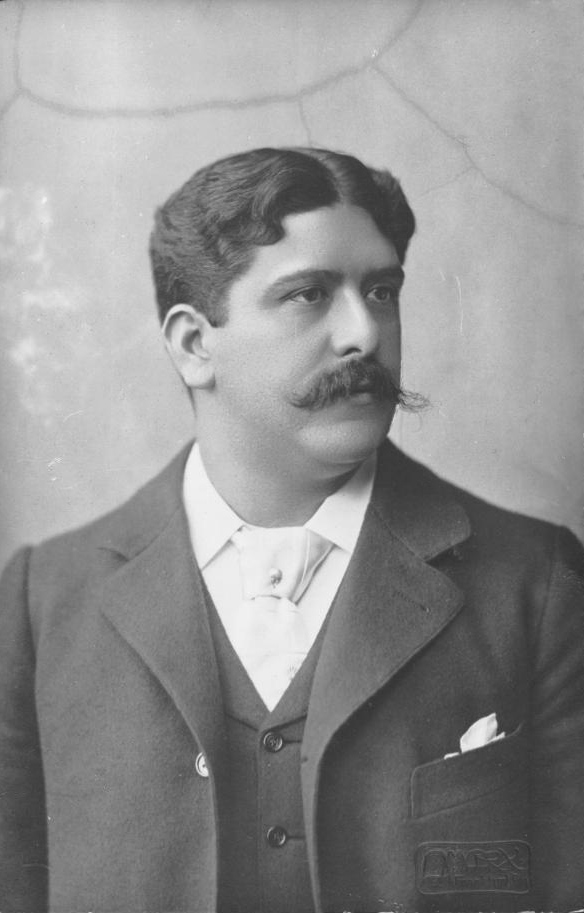
Lazzaro Uzielli

Lazzaro Uzielli (* 4. Februar 1861 in Florenz; † 8. Oktober 1943 in Bonn) war ein italienischer Pianist und Musikpädagoge.

## Leben
Lazzaro Uzielli studierte in Florenz bei Luigi Vannuccini und Giuseppe Buonamici, bei Ernst Rudorff in Berlin und Clara Schumann und Joachim Raff in Frankfurt.
Von 1883 bis 1907 wirkte er als Lehrer am Hoch’schen Konservatorium in Frankfurt am Main und folgte dann einem Ruf an das Kölner Konservatorium. In seinen langen Jahren als Lehrer hatte er zahlreiche Schüler, die bedeutende Pianisten wurden. Er unternahm zahlreiche Konzertreisen durch Deutschland, Österreich, die Schweiz, Italien und die Niederlande.
Das Trio Lazzaro Uzielli (Klavier), Bram Eldering (Violine), Friedrich Grützmacher (später Emanuel Feuermann) stand lange Zeit im Mittelpunkt des Kölner Musiklebens.
Uziellis Sohn Mario Uzielli (1888–1973) wurde in Deutschland Antiquar und Kunsthändler, bis er 1936 als sogenannter Halbjude in die Schweiz flüchten musste.

## Bekannte Schüler von Uzielli
- Fritz Busch
- Hubert Giesen
- Alfred Hoehn
- Hans Knappertsbusch
- Karl Hermann Pillney
- Cyril Scott
- Bernhard Sekles
- Hans Wilhelm Steinberg
- Eduard Zuckmayer
- Albert Luig